# Aspasmogaster occidentalis
Aspasmogaster occidentalis is een  straalvinnige vissensoort uit de familie van schildvissen (Gobiesocidae). De wetenschappelijke naam van de soort is voor het eerst geldig gepubliceerd in 1984 door Hutchins.